# Transfugul (Star Trek: Generația următoare)
„Transfugul” (titlu original: „The Defector”) este al 10-lea episod din al treilea sezon al serialului TV american științifico-fantastic Star Trek: Generația următoare și al 58-lea episod în total. A avut premiera la 1 ianuarie 1990.
Episodul a fost regizat de Robert Scheerer după un scenariu de Ronald D. Moore.

## Prezentare
Hotărât să evite un război, un ofițer romulan dezertează pentru a-l avertiza pe Picard cu privire la planurile de invazie ale Imperiului său. Picard nu știe dacă să creadă afirmațiile acestuia.

## Actori ocazionali
- James Sloyan - Alidar Jarok
- Andreas Katsulas - Tomalak
- John Hancock - Haden
- S.A. Templeman - Bates
- Majel Barrett - Computer Voice